# Klaus Clusius
Klaus Clusius (Breslavia, 19 de marzo de 1903; Zúrich 28 de mayo de 1963), nombre completo Klaus Paul Alfred Clusius, fue un químico alemán.

## Biografía
Clusius estudió química en la Universidad tecnológica de Breslavia y obtuvo su doctorado en 1928, su tutor de tesis doctoral fue Rudolf Suhrmann. Entre 1926 y 1929 fue asistente del fisicoquímico alemán Arnold Eucken que enseñaba allí.
Desde 1929 y hasta 1930 fue becado por la Fundación Rockefeller para estudiar en las universidades de Oxford y Leiden. En 1930 obtuvo la habilitación como profesor de la Universidad de Gotinga. Desde 1934 y hasta 1936 fue profesor extraordinario de Física Química en la Universidad de Wurzburgo. Desde 1936 y hasta 1947 fue profesor ordinario de la Universidad de Múnich, y a continuación, hasta 1963, se desempeñó como profesor ordinario de la Universidad de Zúrich. 
En la segunda conferencia del grupo de trabajo «Investigación Nuclear» del Proyecto Uranio del Consejo de Investigación del Reich en 1942, presentó una ponencia sobre el enriquecimiento de isótopos de uranio
Clusius realizó investigación básica sobre cinética química, en particular sobre reacciones químicas en cadena, como asimismo cambios de estado de los materiales y sus características en condiciones de baja temperatura. En el año 1938, en conjunto con Gerhard Dickel  desarrolló un procedimiento para la separación de isótopos estables y su enriquecimiento por medio de la difusión térmica (columnas de tubos de separación de Clusius y Dickel). En este tiempo se dedicó también a la historia de la química y la física.

## Trabajos y reconocimientos
En 1958, Clusius fue galardonado con el Premio Marcel Benoist y fue nombrado doctor honoris causa por la Universidad de Hannover
Fue miembro de distintas academias y sociedades de la comunidad de investigación en ciencias naturales en Zúrich y publicó numerosos artículos en revistas científicas. En 1942 fue elegido miembro de la Deutsche Akademie der Naturforscher Leopoldina (Academia alemana de las ciencias naturales Leopoldina).
Once veces fue nominado candidato al premio Nobel de Física y dieciséis al de Química. Otto Hahn fue quien en más ocasiones le propuso. También fue nominado por otros connotados científicos, como por ejemplo, Werner Heisenberg, quien lo propuso en 1947 como candidato al Premio Nobel de Física, pero en ese año el premio se otorgó finalmente a Edward Victor Appleton. 

## Publicaciones
- Clusius, Klaus: Flüssiger Wasserstoff [Hidrógeno líquido] Vierteljahrsschrift der Naturforschenden Gesellschaft in Zürich, 100, supl. 2, (1956)
- Clusius, Klaus y Dickel, Gerhard: Neues Verfahren zur Gasentmischung und Isotopentrennung. [Nuevo procedimiento para la mezcla de gases y separación de isótopos]  Die Naturwissenschaften, 26 (1938) p. 546
- Clusius, Klaus y Dickel, Gerhard: Das Trennrohr. - I. Grundlagen eines neuen Verfahrens zur Gasentmischung und Isotropentrennung durch Thermodifusion. [El tubo de separación I - Fundamentos de un nuevo procedimiento para la mezcla de gases y la separación de isótopos a través de la difusión térmica] Zeitschrift für physikalische Chemie B 44 (1939) pp. 397 - 450
- Clusius, Klaus y Dickel, Gerhard: Das Trennrohr. - II. Trennung der Chlorisotope. [El tubo de separación II - Separación de isótopos de cloro] Zeitschrift für physikalische Chemie B 44 (1939) pp. 451 - 473